# ОШ „Петар Кочић” Имљани
Основна школа „Петар Кочић”  једна је од основних школа на подручију општине Кнежево. Налази се на адреси Имљани бб у Имљанима. Име је добила по Петру Кочићу српском књижевнику и политичару, једном од првих писаца модерне у српској књижевности.

## Историјат
Основна школа "Петар Кочић" у Имљанима, највјероватније, почела је са радом 1882. године. Школске 1886/1887. у Имљанима је радила државна основна школа. То је најстарија школа на подручју ове општине. Школа је, са малим прекидима, радила и за вријеме Првог свјетског рата. Прије Другог свјетског рата изграђена је нова школска зграда, коју су усташе, заједно са селом, спалиле 1941. године. Године 1947. школа је обновљена и рад је настављен у импровизованом школском објекту. Године 1961. саграђена је нова школска зграда, коју су похађала 124 ученика. У осмогодишњу школу прераста 1965/1966, када добија и назив "4. јули". Школске 1972/1973. похађала су је 604 ученика, а 1974/1975, са подручним одјељењима Влатковићи, Вујиновићи и Петрово поље, ушла је у састав Центра основних школа "22. фебруар". Средином новембра 1976. отворена је нова школска зграда, са спортском салом, библиотеком и читаоницом, коју је тада похађало 540 ученика. Године 1984. школа је имала 568 ученика. Садашњи назив добила је 1991. године. Тада ју је похађало 336 ученика, а онда се број ученика почео смањивати. У њеном саставу су петогодишње школе у селу Влатковићи (основана 1957) и засеоцима Петрово поље (1958) и Вујиновићи (1967). Подручна школа у Корићанима је од 1946. радила у кући Јефте Славнића, а од 1952. у новосаграђеној згради, у засеоку Модри дол. Била је у саставу школе "Доситеј Обрадовић" Кнежево, а од 2007. припојена је овој школи. Школа је 2007/2008, са подручним одјељењима, имала 170, а 2019/2020. - 94 ученика, 26 наставника и православног вјероучитеља. Школска библиотека броји око 11.800 књига. Од 1970. излази ђачки лист "Планинац". Године 1984. добила је општинско признање, Сребрну плакету с повељом.